# Лиутгард од Саксоније
Лиутгард од Саксоније (845 - 30. новембар 885) била је супруга швапског војоде Бурхарда I, а затим немачког краља Лудвига Млађег. Била је кћерка саксонског војводе Лиудолфа. 